# オレゴン州知事の一覧
オレゴン州知事の一覧では、アメリカ合衆国のオレゴン州の州知事及び州の発足以前の同地の行政府の長を一覧で示す。

## 臨時政府
| # | 氏名                 | 任期            |
| - | -------------------- | --------------- |
| 1 | 第1執行委員会        | 1843年 – 1844年 |
| 2 | 第2執行委員会        | 1844年 – 1845年 |
| 3 | ジョージ・アバネシー | 1845年 - 1848年 |

## オレゴン準州知事
| 氏名                           | 就任          | 退任          | 任命者                 |
| ------------------------------ | ------------- | ------------- | ---------------------- |
| ジョーゼフ・レーン             | 1849年3月3日  | 1850年6月18日 | ジェームズ・ポーク     |
| カンツィング・プリチェット     | 1850年6月18日 | 1850年8月18日 | 代理知事               |
| ジョン・P・ゲインズ            | 1850年8月18日 | 1853年5月16日 | ザカリー・テイラー     |
| ジョーゼフ・レーン             | 1853年5月16日 | 1853年5月19日 | 代理知事               |
| ジョージ・ロウ・カリー         | 1853年5月19日 | 1853年12月2日 | 代理知事               |
| ジョン・ウェズリー・デイヴィス | 1853年12月2日 | 1854年8月1日  | フランクリン・ピアース |
| ジョージ・ロウ・カリー         | 1854年8月1日  | 1859年3月3日  | フランクリン・ピアース |

## オレゴン州知事
| #  | 氏名                            | 就任           | 退任           | 政党   |
| -- | ------------------------------- | -------------- | -------------- | ------ |
| 1  | ジョン・ウィテカー              | 1859年3月3日   | 1862年9月10日  | 民主党 |
| 2  | A・C・ギブス                    | 1862年9月10日  | 1866年9月12日  | 共和党 |
| 3  | ジョージ・レミュエル・ウッズ    | 1866年9月12日  | 1870年9月14日  | 共和党 |
| 4  | ラ・ファイエット・グローヴァー  | 1870年9月14日  | 1877年2月1日   | 民主党 |
| 5  | スティーヴン・F・チャドウィック | 1877年2月1日   | 1878年9月11日  | 民主党 |
| 6  | W・W・セイヤー                  | 1878年9月11日  | 1882年9月13日  | 民主党 |
| 7  | Z・F・ムーディーズ              | 1882年9月13日  | 1887年1月12日  | 共和党 |
| 8  | シルヴェスター・ペノイヤー      | 1887年1月12日  | 1895年1月14日  | 民主党 |
| 9  | ウィリアム・ペイン・ロード      | 1895年1月14日  | 1899年1月9日   | 共和党 |
| 10 | T・T・ヘール                    | 1899年1月9日   | 1903年1月15日  | 共和党 |
| 11 | ジョージ・チェンバレン          | 1903年1月15日  | 1909年3月1日   | 民主党 |
| 12 | フランク・W・ベンソン           | 1909年3月1日   | 1910年6月17日  | 共和党 |
| 13 | ジェイ・ボウアーマン            | 1910年6月17日  | 1911年1月11日  | 共和党 |
| 14 | オズワルド・ウェスト            | 1911年1月11日  | 1915年1月12日  | 民主党 |
| 15 | ジェームズ・ウィジーカンブ      | 1915年1月12日  | 1919年3月3日   | 共和党 |
| 16 | ベン・W・オルコット             | 1919年3月3日   | 1923年1月8日   | 共和党 |
| 17 | ウォルター・M・ピアース         | 1923年1月8日   | 1927年1月10日  | 民主党 |
| 18 | I・L・パターソン                | 1927年1月10日  | 1929年12月22日 | 共和党 |
| 19 | A・W・ノーブラッド              | 1929年12月22日 | 1931年1月12日  | 共和党 |
| 20 | ジュリアス・L・メイヤー         | 1931年1月12日  | 1935年1月14日  | 無所属 |
| 21 | チャールズ・H・マーティン       | 1935年1月14日  | 1939年1月9日   | 民主党 |
| 22 | チャールズ・A・スプレイグ       | 1939年1月9日   | 1943年1月11日  | 共和党 |
| 23 | アール・スネル                  | 1943年1月11日  | 1947年10月30日 | 共和党 |
| 24 | ジョン・ヒューバート・ホール    | 1947年10月30日 | 1949年1月10日  | 共和党 |
| 25 | ダグラス・マッケイ              | 1949年1月10日  | 1952年12月17日 | 共和党 |
| 26 | ポール・L・パターソン           | 1952年12月27日 | 1956年2月1日   | 共和党 |
| 27 | エルモ・スミス                  | 1956年2月1日   | 1957年1月14日  | 共和党 |
| 28 | ロバート・D・ホームズ           | 1957年1月14日  | 1959年1月12日  | 民主党 |
| 29 | マーク・ハットフィールド        | 1959年1月12日  | 1967年1月9日   | 共和党 |
| 30 | トム・マッコール                | 1967年1月9日   | 1975年1月13日  | 共和党 |
| 31 | ロバート・W・ストラウブ         | 1975年1月13日  | 1979年1月8日   | 民主党 |
| 32 | ヴィクター・G・ アティア        | 1979年1月8日   | 1987年1月12日  | 共和党 |
| 33 | ニール・ゴールドシュミット      | 1987年1月12日  | 1991年1月14日  | 民主党 |
| 34 | バーバラ・ロバーツ              | 1991年1月14日  | 1995年1月9日   | 民主党 |
| 35 | ジョン・キッツヘイバー          | 1995年1月9日   | 2003年1月13日  | 民主党 |
| 36 | テッド・クロンゴスキ            | 2003年1月13日  | 2011年1月10日  | 民主党 |
| 37 | ジョン・キッツヘイバー          | 2011年1月10日  | 2015年2月18日  | 民主党 |
| 38 | ケイト・ブラウン                | 2015年2月18日  | 2023年1月9日   | 民主党 |
| 39 | ティナ・コテック                | 2023年1月9日   | 現職           | 民主党 |